# Atlético Latitude Zero
Atlético Latitude Zero foi um clube brasileiro de futebol, sediado na cidade de Macapá, no estado do Amapá.

## História
Fundado em 25 de janeiro de 1945 pelo professor maranhense Alzir Maia, o Latitude Zero disputou o Campeonato Amapaense pela primeira vez em 1957. Jogou ainda as edições de 1959, 1961, 1963, 1964 e 1965.
Mandava seus jogos no Estádio Municipal Glicério Marques (na época, chamado Estádio Municipal de Macapá), e suas cores eram azul, amarelo, vermelho e branco.
Além do futebol, o clube também destacou-se no basquete, chegando a vencer o Torneio Relâmpago em 1954, que contou ainda com as presenças de Amapá Clube, Macapá e América.
Na década de 60 o clube foi extinto.

## Participações em Torneios Profissionais
- Campeonato Amapaense de Futebol: 7 (1957, 1959, 1961, 1963, 1964 e 1965)
- Campeonato Amapaense de Futebol - Série B: 1 (1965)